# Danišmendi
Danišmendi so bili vladarska dinastija Oguških Turkov, ki je v 11. in 12. stoletju vladala v severnem in vzhodnem delu osrednje Anatolije. Središče države so tvorila mesta Sivas, Tokat in Niksar. Država je na zahodu segala do Ankare in Kastamona, na jugu pa do Malatye, ki so jo osvojili leta 1103. V zgodnjem 12. stoletju so bili Danišmendi rivali seldžuškega sultanata Rum, ki je ovbvladoval večino ozemlja, ki je obkrožalo danišmenski emirat. Drug velik nasprotniki Danišmendov so bili križarji oziroma križarske države.

## Ustanovitev dinastije
Začetnik dinastije je bil Danišmend Gazi. Zgodovinski podatki o njem so zelo skopi, pa še ti so bili napisani dolgo po njegovi smrti. Njegov naslov oziroma ime Dānishmand v perzijskem jeziku pomeni »učen mož«. Leta 1134 so Danišmendi zaradi svojih vojaških zaslug od abasidskega kalifa Al-Mustaršida dobili vladarski naslov Melik (kralj). Do tega leta so nosili naslov beg (emir), vendar se jim tudi za to obdobje priznava naslov kralja. Danišmend Gazi je sebe imenoval tudi »Danišmend Tajlu«.

## Dinastija
Danišmendi so se v Anatoliji ustalili po bitki pri Manzikertu leta 1071, v kateri so Seldžuki porazili Bizantinsko cesarstvo in nato zasedli skoraj celo Anatolijo. Gazi je izkoristil dinastične boje med Seldžuki po smrti sultana Sulejmana I. bin Kutalmiša in leta 1086 v osrednji Anatoliji ustanovil svojo dinastijo. Prvo glavno mesto emirata je bila Amasia.
Leta 1100 je Gazijev sin, emir Gazi Gümüštigin ujel Bohemonda I. Antioškega in ga imel v ujetništvu do leta 1103. Združena seldžuško-danišmendska vojska je bila krivec tudi za polom križarskega pohoda leta 1103. 
Leta 1116 so Danišmendi pomagali Mesudu I., da je postal seldžuški sultan.
Leta 1130 je Gazi Gümüštigin napadel armensko Kilikijsko kraljestvo. Armencem je prišel na pomoč Bohemond II. Antiohijski, ki je bil v eni od bitk ubit. Gümüštigin je leta 1134 umrl. Nasledil ga je sin Mehmed, ki ni bil tako bojevit kot njegov oče in ded. Kljub temu, da je vladal relativno kratko obdobje, je začel graditi prvo turško mesto Kayseri. 
Ko je Mehmed leta 1142 umrl, sta si danišmensko kraljestvo razdelila njegova brata Melik Jagbasan, ki je obdržal naslov Melik (kralj) in je vladal iz Sivasa, in Ajn el-Devle, ki je vladal iz Malatye. 
Leta 1155 je seldžuški sultan Kiliç Arslan II. napadel Melika Jagbasana, ta pa je poiskal pomoč Nur ad-Dina, zengidskega emirja iz Mosula. Po Nur ad-Dinovi smrti leta 1174 je bilo ozemlje Sivasa kljub temu priključeno Rumskemu sultanatu. Štiri leta kasneje so Seldžuki porazili še malatijsko vejo Danišmendov. Tudi njihovo ozemlje so priključili svojemu sultanatu in vladanja Danišmendov je bilo konec.

## Danišmendi v ljudskem izročilu
Danišmend Gazi, ustanovitelj dinastije, je orednja figura junaške romance Danishmendnâme, ki je nastala po njegovi smrti. V njej ga istovetijo z arabskim vojščakom Sidi Batalom Gazijem, njuna junaštva pa se prepletajo.
Vsi danišmendski vladarji so prišli v turško ljudsko izročilo, v katerem so vsi združeni v »Melik Gaziju«. V izročilu so na primer »Melik Gazijevi grobovi«. Mnogi od njih so zelo obiskana svetišča in v resnici pripadajo različnim danišmendskim vladarjem. Grobovi so v Niksarju, Bünyanu, Kırşehiru, ob reki Zamantı v bližini gradu z istim imenom, pa tudi drugod po Anatoliji. Melikgazi je tudi ime ene od mestnih četrti v mestu Kayseri. Podobnost v poimenovanju opazimo tudi pri imenih zgradb, ki so jih zgradili Danišmendi.

## Seznam vladarjev

### Danišmendi (1097-1142)
- Danišmend Gazi, 1097 - † 1104
- Emir Gazi Gümüštegin, 1104 - † 1134
- Melik Mehmed Gazi: 1134 - † 1142

### Vladarji Sivasa (1142-1175), prikjučeni Rumskemu sultanatu
- Melik Jagi-Basan: 1142 - 1164
- Melik Mudžahid Gazi: 1164-1166
- Melik İbrahim: 1166-1166
- Melik İsmail: 1166-1166
- Malik Zünnun: 1172-1174

### Vladarji Malatye (1142-1178), priključeni Rumskemu sultanatu
- Ajn el-Devle: 1142-1152
- Zülkarnejn: 1152-1162
- Nasredin Mohamed: 1162-1170 (prvič)
- Fahredin: 1170-1172
- Afridun: 1172-1175
- Nasredin Mohamed: 1175-1178 (drugič)